# أنابل فيريرا
أنابل فيريرا (بالإسبانية: Anabel Ferreira)‏ هي ممثلة مكسيكية، ولدت في 1960 في ولاية أغواسكالينتس في المكسيك.

## وصلات خارجية
- أنابل فيريرا على موقع IMDb (الإنجليزية)
- أنابل فيريرا على موقع قاعدة بيانات الفيلم (الإنجليزية)